# Centre de formation en restauration du patrimoine écrit

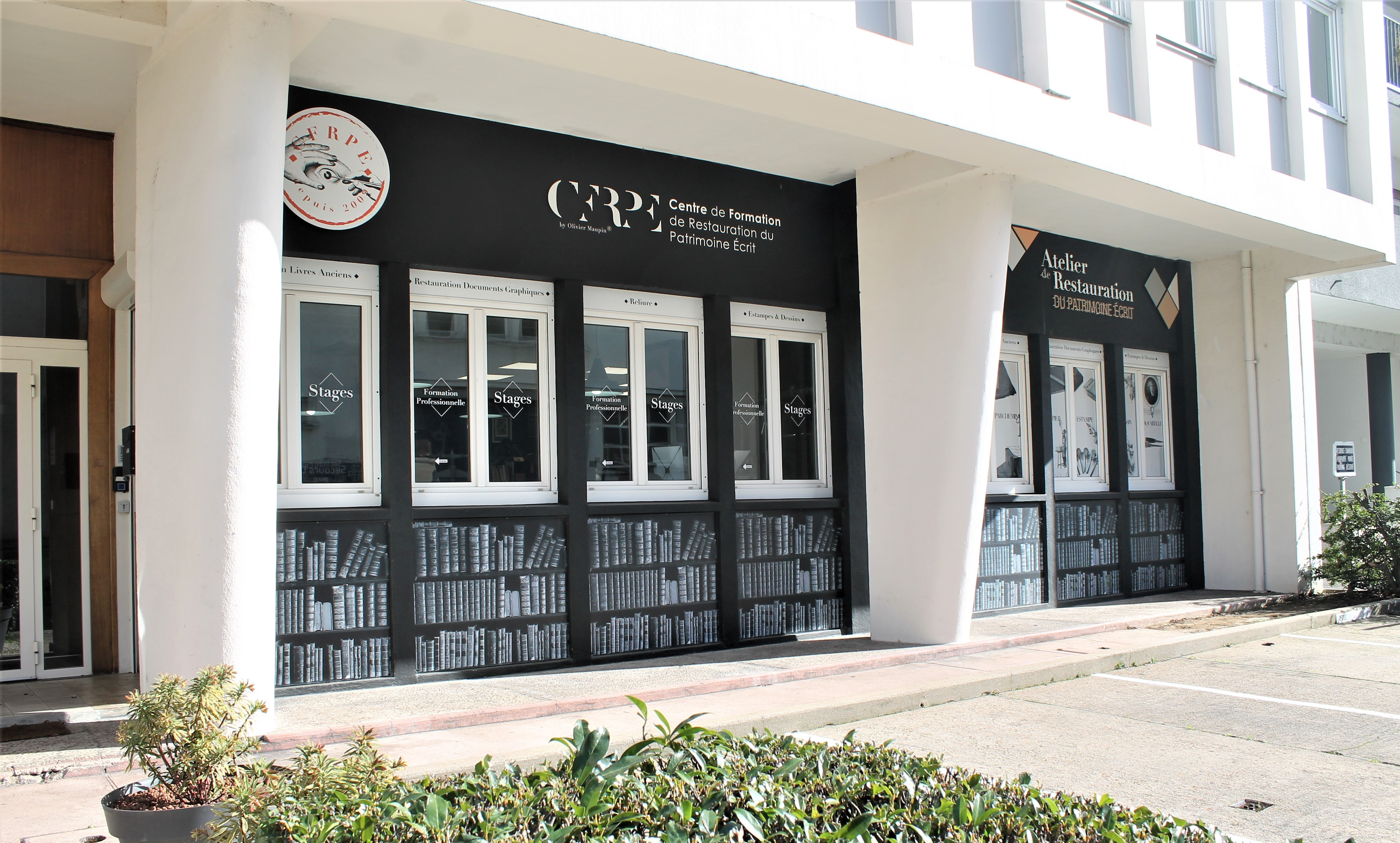
Le CFRPE en 2022.

Le Centre de formation en restauration du patrimoine écrit ou CFRPE, est un centre de formation situé à Tours, en Indre-et-Loire, et spécialisé dans la conservation-restauration des livres anciens et documents graphiques.
Il s'agit en France de l'un des seuls centre de formation agréé destiné aux techniques de restauration des livres et documents anciens. Le centre accueille tous les ans environ deux cents étudiants de France et de l'étranger pour des stages ou des reconversions professionnelles.

## Historique
Olivier Maupin décide de suivre une formation destinée à la restauration de livres anciens en Suisse à la fin des années 1980. Il ouvre son atelier de reliure en 1990 et travaille pour les bibliothèques publiques, archives et musées, tout en décidant en parallèle de transmettre le savoir-faire par la formation. Il enseigne aux Ateliers des Arts Appliqués du Vésinet durant une vingtaine d'années.
Initialement installé à Châteauneuf-sur-Loire, le centre de formation est déplacé à Tours à partir du 1er septembre 2015.

## Formations

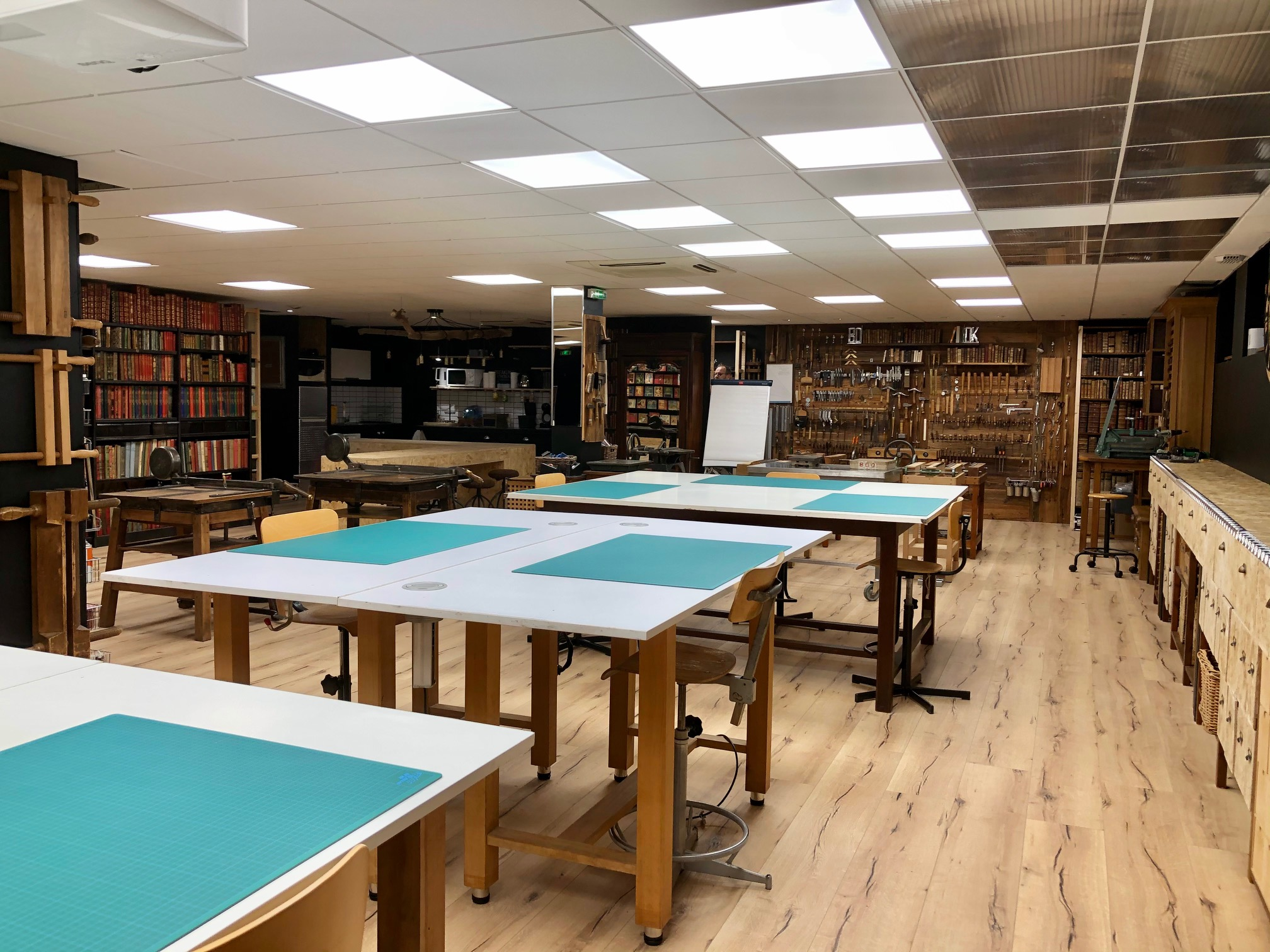
Salle de cours pour la restauration des livres anciens.

### Stages
Le centre propose plusieurs cycles de stages de perfectionnement :
- Restauration des livres anciens
  - Initiation à la conservation du livre ancien
  - Restauration Papier sur des œuvres monochromes
  - Restauration des corps d'ouvrages de livres du XVIe siècle au XVIIIe siècle
  - Restauration des cuirs de livres du XVIe siècle au XVIIIe siècle
  - Restauration des cartonnages d'éditeurs du XIXe siècle
  - Restauration des bandes dessinées du XXe siècle
- Restauration des documents graphiques
  - Initiation à la conservation des documents graphiques

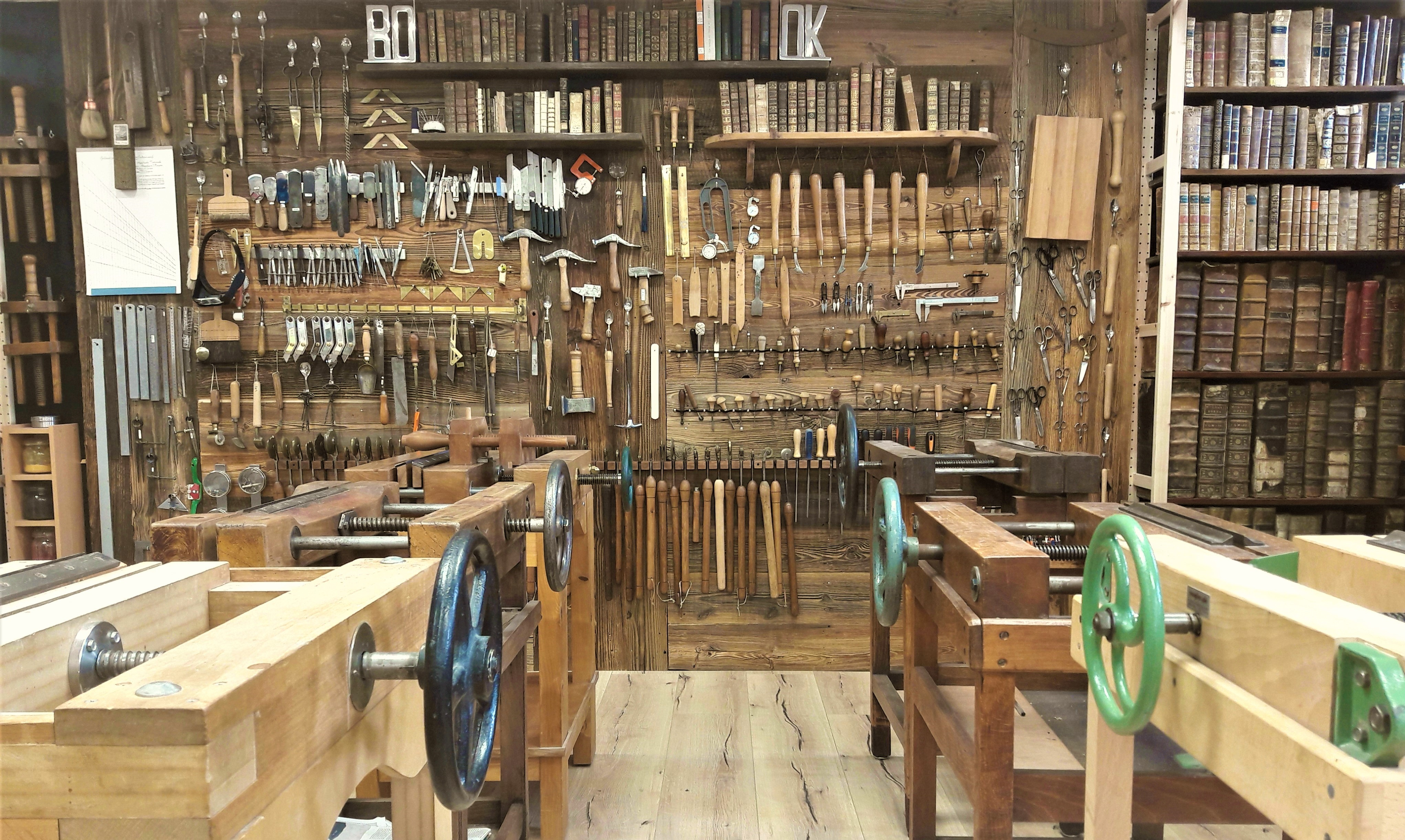
Mur d'outils du CFRPE

  - Mur d'outils du CFRPERestauration papier sur des œuvres monochromes
  - Perfectionnement et soutien pratique sur des restaurations d'œuvres monochromes
  - Restauration du papier sur toutes œuvres polychromes
- Confection de reliures étrangères et médiévales
  - Confection des reliures gothiques du XVe siècle
  - Confection  d'une reliure éthiopienne
  - Confection de tranchefiles anciennes du VIIIe siècle au XVIe siècle.

### Formations continues

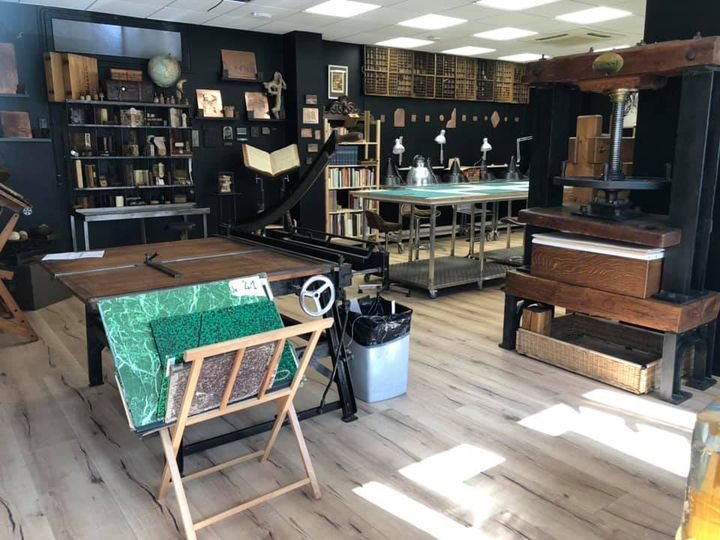
Salle de cours pour l'enseignement de la restauration des documents graphiques.

Le centre propose deux cycles de formations continues :
- Restauration de livres anciens (11 modules de 2 jours sur une année)
  - Classe préparatoire à la restauration de livres et préparation au CAP de reliure d'art
  - 1ère année de restauration de livres anciens
  - 2ème année de restauration de livres anciens
  - 3ème année de restauration de livres anciens
  - Remise du diplôme de fin d'étude sur mémoire
- Restauration des documents graphiques (9 modules de 3 jours sur deux années)
  - 1re année de restauration de documents graphiques
  - 2e année de restauration de documents graphiques
  - Remise du diplôme de fin d'étude sur mémoire.